# Amerikaanse waterpieper
De Amerikaanse waterpieper, oude naam Pacifische waterpieper (Anthus rubescens) is een zangvogel uit de familie Motacillidae (piepers en kwikstaarten). Bij een taxonomische herziening in 2024 is de Siberische waterpieper afgesplitst van deze soort en daarbij is de naam Pacifische waterpieper gewijzigd in Amerikaanse waterpieper. Deze soort is nauw verwant aan de oeverpieper (A. petrosus) en de waterpieper (A. spinoletta).

## Verspreiding en leefgebied
De Amerikaanse waterpieper broedt van Alaska en Canada tot het noordoosten van de Verenigde Staten en Groenland. Na de broedtijd trekt de vogel naar het zuiden van de Verenigde Staten en Midden-Amerika.
De soort telt twee ondersoorten:
- A. r. rubescens: noordelijk en oostelijk Canada, westelijk Groenland en de noordoostelijke Verenigde Staten, de noordwest- en westkust van Noord-Amerika.
- A. r. alticola: de centrale en zuidelijke Rocky Mountains.

## Status
De Amerikaanse waterpieper heeft een groot verspreidingsgebied en de grootte van de populatie is niet gekwantificeerd. Er is aanleiding te veronderstellen dat de soort in aantal achteruit gaat. Echter, het tempo ligt onder de 30% in tien jaar (minder dan 3,5% per jaar) en daarom staat deze pieper als niet bedreigd op de Rode Lijst van de IUCN.